# (213008) 1995 DB3
(213008) 1995 DB3 là một tiểu hành tinh nằm ở rìa trong của vành đai chính. Nó được phát hiện bởi Robert H. McNaught ở Đài thiên văn Siding Spring ở Coonabarabran, New South Wales, Australia, ngày 24 tháng 2 năm 1995.